# Барио де ла Кабесера Примера Сексион (Алмолоја де Хуарез)
Барио де ла Кабесера Примера Сексион (шп. Barrio de la Cabecera Primera Sección) насеље је у Мексику у савезној држави Мексико у општини Алмолоја де Хуарез. Насеље се налази на надморској висини од 2649 м.

## Становништво
Према подацима из 2010. године у насељу су живела 3 становника.

### Хронологија
| Година       | 2000            | 2005 | 2010 |
| ------------ | --------------- | ---- | ---- |
| Становништво | 964 (483 / 481) | 7    | 3    |

### Попис
| # | Индикатор                     | Вредност |
| - | ----------------------------- | -------- |
| 1 | Укупно домаћинстава           | 10       |
| 2 | Укупно насељених домаћинстава | 1        |
| 3 | Величина локације             | 1        |